# Nhà thờ Maryam

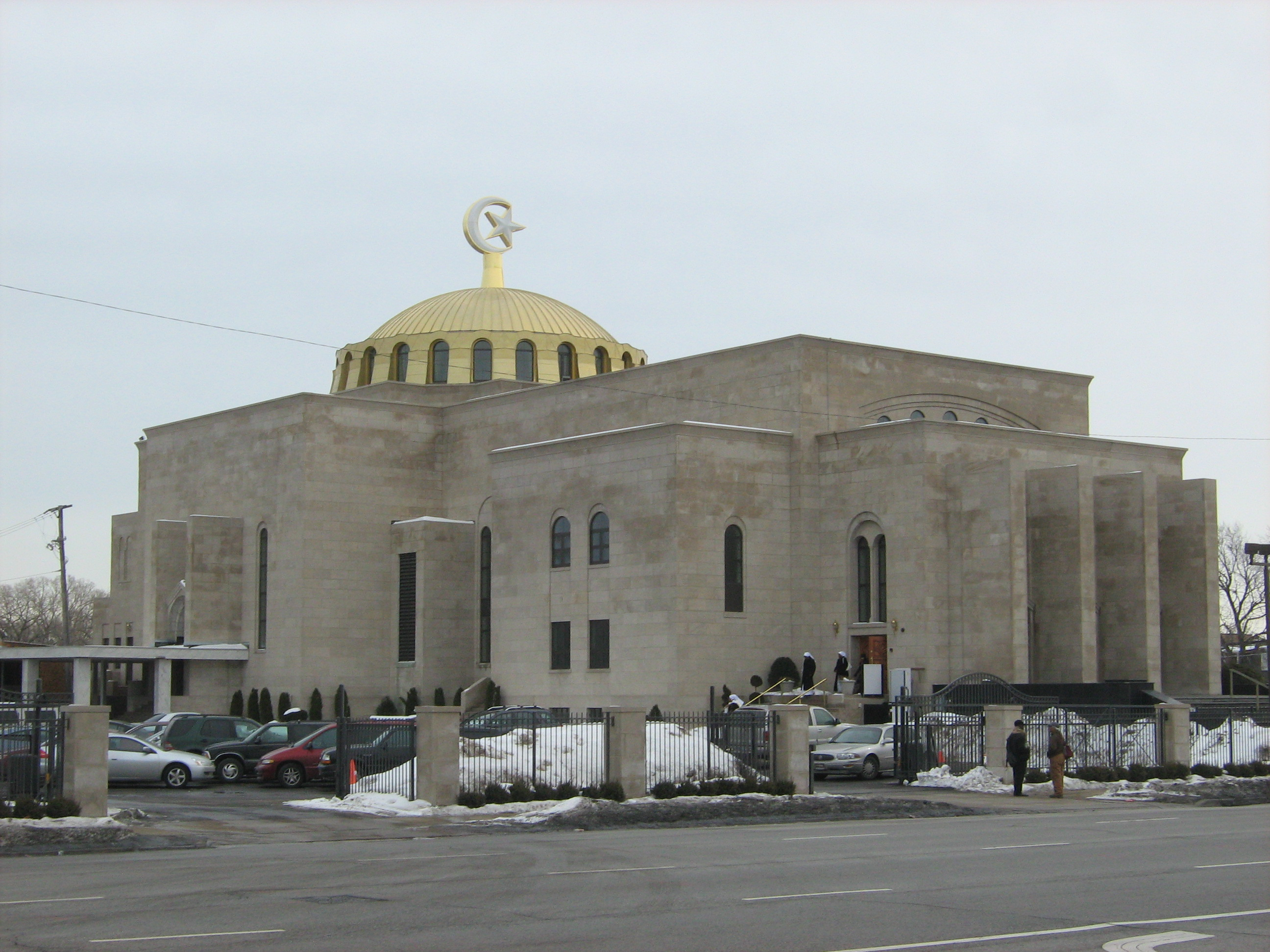
Thánh đường Maryam

Thánh đường Maryam (tiếng Anh là Mosque Maryam), trước đây tên là giáo hội Thánh Constantine và Helena), là thánh đường tối đại ở Chicago, Hoa Kỳ xây vào năm 1972. Đây là thánh đường chủ yếu của phong trào vận động Quốc gia Islam (NOI) và là danh tự của Maria, mẫu thân Gia Tô.
Được xây dựng ở địa chỉ 7351 S. đường Thạch Đảo Đại Đạo theo kiểu kiến trúc Giáo hội đông chính giáo Hy Lạp tối sơ đã phế khí (Giáo hội Thánh Constantine và Helena) và được nhà chỉ đạo của NOI Elijah Muhammad mua lại vào năm 1972.
Tuy nhiên nó được coi là một giáo hội Hồi giáo, mặc dù nội bộ nó bao hàm hàng ghế. Bên cạnh nhà thờ Hồi giáo là Đại học Muhammad thuộc Islam.

## Liên tiếp ngoại bộ
- Trang chủ NoI
- Trang web của Thánh đường Islam giáo Maria Lưu trữ ngày 4 tháng 4 năm 2005 tại Wayback Machine trên trang web Anh ngữ của Quốc gia Islam (có sẵn vào ngày 26 tháng 9 năm 2012)